# Karl Straube

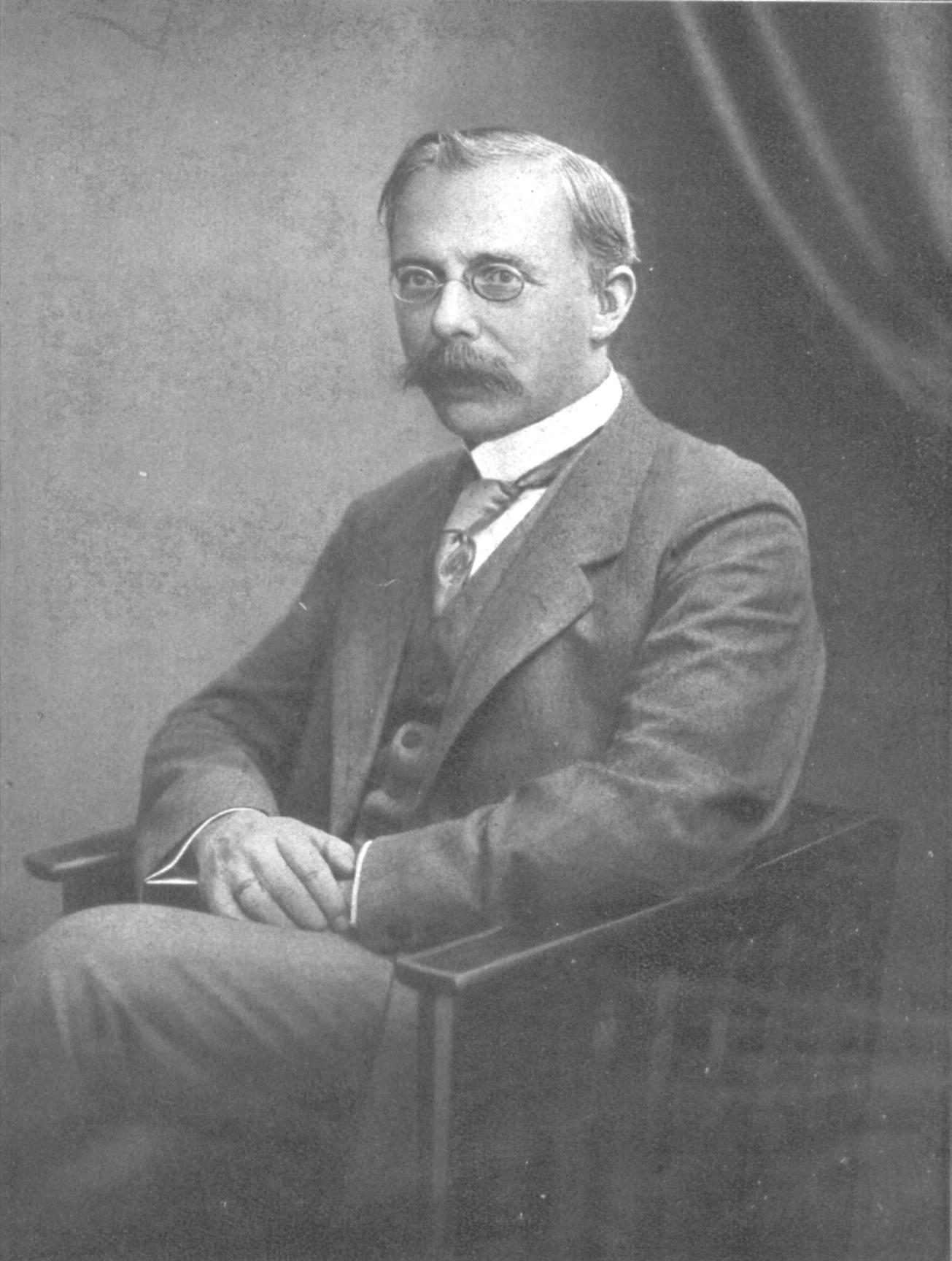
Karl Straube.

Montgomery Rufus Karl Siegfried Straube, född 6 januari 1873 i Berlin, död 27 april 1950 i Leipzig, var en tysk organist och körledare.

## Biografi
Straube fick sin första utbildning av sin far, som var organist och harmoniumbyggare. Därefter vidarebildade han sig såsom autodidakt. Han blev snabbt berömd som orgelvirtuos. Han fick anställning som domkyrkoorganist i Wesel 1897. I januari 1903 blev Straube organist i Thomaskyrkan i Leipzig. Samma år blev han också dirigent för Leipziger Bachvereins.
År 1907 blev Straube orgellärare vid Kungliga musikkonservatoriet i Leipzig. År 1908 blev han utnämnd till professor och 1918 blev han utnämnd till kantor i Thomaskyrkan i Leipzig, som direkt efterträdare till Gustav Schreck, men på ett arbete som J S Bach till namnet hade ungefär två århundraden tidigare.
År 1919 grundade Straube det Kyrkomusikaliska institutet vid musikkonservatoriet, som han ledde först till 1941, och senare åter 1945–1948. År 1920 förenade Straube Leipziger Bachvereins-kören med Gewandhaus-kören, och ledde den därefter till 1932. Hösten 1920 ledde Straube Thomaskörens första utlandsresa, som gick till Danmark och Norge, och som lade en grundsten för att kören fick ett mycket högt anseende internationellt. Straube pensionerades 1939. Hans efterträdare som kantor i Thomaskyrkan blev Günther Ramin 1940.
Straube var den förste Thomaskantor på flera århundraden som inte komponerade själv. Desto starkare band knöt han till körarbetet, som efter Första världskriget faktiskt måste återuppbyggas. Han ökade antalet konserter gradvis över tiden. Han och Thomaskören studerade in samtliga Bachs kantater. Under sin karriär började han med den förhärskande senromantiska stilen som ideal, men han sökte sig vidare till barockens klanger, varför han starkt influerade den tyska orgelrörelsen. Straube var den första interpret som framförde (och delvis till och med påverkade) Max Regers orgelverk. De var födda samma år och hade ett stort konstnärligt utbyte av varandra.
Straube och hans hustru Hertha Johanna, född Küchel, (1876-1974), fick en dotter, Elisabeth (1904-1924). 